# Klein Damelang
Klein Damelang war eine Siedlung in der Zauche im heutigen Landkreis Potsdam-Mittelmark (Brandenburg).

## Lage
Die genaue Lage von Klein Damelang wurde bislang nicht durch archäologische Funde belegt. Experten vermuten, dass sich das Dorf auf der wüsten Feldmark befand, auf der im 18. Jahrhundert das Dorf Freienthal entstand. Dafür spricht, dass Klein Damelang als Damelang parva im Landbuch Karls IV. erschien – in Abgrenzung zu Damelang magna (dem heutigen Damelang).

## Geschichte
Das Dorf wurde erstmals im Jahr 1375 im Landbuch Karls IV. mit einer Größe von neun Hufen erwähnt und gehörte zu dieser Zeit vor 1375 dem Kloster Lehnin. Im Jahr 1450 war Lutkendamelanck erstmals wüst gefallen. Der Abt des Klosters erlaubte sechs Einwohnern von Rädel, 12 Morgen (Mg) Land neben der Herrenwische bei K. D. zu roden, um die Flächen als Wiesen zu nutzen. Mit der Reformation übernahm im Jahr 1542 als Amt Lehnin auch Klein Damelang. Das Lütken Damelangsche Felde war im Jahr 1754 insgesamt 59 Morgen 119 Quadratruten (QR) groß und bestand zu 1 MG 126 QR aus Gartenland, 31 Mg 89 QR Roggenland, 26 MG 84 QR bewachsene Fläche. Hinzu kamen 19 Mg, die der Kirche gehörten, darunter 5 Mg an einer Fläche, die als Herrenwiese bezeichnet wurde. Anschließend gibt es keine weitere Erwähnung des Ortes. Die Fläche wurde vermutlich von 1754 bis 1756 unter Leitung von Friedrich II. als neu angelegtes Spinnerdorf genutzt und von neuen Kolonisten besetzt.